# Deformationsring
Inom matematiken är en deformationsring en ring som kontrollerar lyft av en representation av en Galoisgrupp från en ändlig kropp till en lokal kropp. Speciellt finns det ofta för sådana lyftproblem en universal deformationsring som klassificerar alla sådana ringar och vars spektrum är det universala deformationsrummet.
En viktig del av Wiles bevis av Taniyama–Shimuras sats var att studera relationen mellan universala deformationsringar och Heckealgebror. 